# Bistum Pesqueira

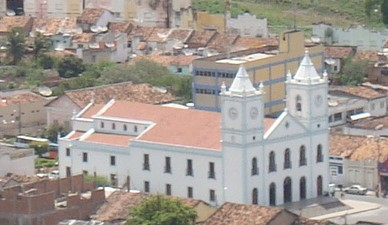
Kathedrale in Pesqueira

Das Bistum Pesqueira (lateinisch Dioecesis Pesqueirensis, portugiesisch Diocese de Pesqueira) ist eine in Brasilien gelegene römisch-katholische Diözese mit Sitz in Pesqueira im Bundesstaat Pernambuco. Es umfasst einen Teil des Bundesstaates.

## Geschichte
Papst Pius X. gründete das Bistum Floresta am 5. Dezember 1910 aus Gebietsabtretungen des Erzbistums Olinda, dem es auch als Suffragandiözese unterstellt wurde. Am 2. August 1918 wurde der Bischofssitz von Floresta nach Pesqueira verlegt und die Diözese nahm ihren jetzigen Namen an.
Teile seines Territoriums verlor es zugunsten der Errichtung folgender Bistümer:
- 30. November 1923 an das Bistum Petrolina;
- 2. Juli 1956 an das Bistum Afogados da Ingazeira;
- 15. Februar 1964 an das Bistum Floresta.

## Ordinarien

### Bischöfe von Floresta
- Augusto Álvaro da Silva (12. Mai 1911 – 25. Juni 1915, dann Bischof von Barra do Rio Grande)
- José António de Oliveira Lopes (26. Juni 1915 – 2. August 1918)

### Bischöfe von Pesqueira
- José António de Oliveira Lopes (2. August 1918 – 24. November 1932)
- Adalberto Accioli Sobral (13. Januar 1934 – 18. Januar 1947, dann Erzbischof von São Luís do Maranhão)
- Adelmo Cavalcante Machado (3. April 1948 – 24. Juni 1955, dann Koadjutorerzbischof von Maceió)
- Severino Mariano de Aguiar (3. Dezember 1956 – 14. März 1980)
- Manuel Palmeira da Rocha (14. März 1980 – 26. Mai 1993)
- Bernardino Marchió (26. Mai 1993 – 6. November 2002, dann Bischof von Caruaru)
- Francisco Biasin (23. Juli 2003 – 8. Juni 2011)
- José Luiz Ferreira Salles CSsR, seit 15. Februar 2012